# Alëna Leonova
Alëna Igorevna Leonova (in russo Алёна Игоревна Леонова?; traslitterazione anglosassone Alena Igorevna Leonova; Leningrado, 23 novembre 1990) è un'ex pattinatrice artistica su ghiaccio russa.
Pattinatrice di figura, ha vinto la medaglia d'argento ai mondiali del 2012 ed il bronzo nella finale del Grand Prix 2010-2011. È stata inoltre campionessa del mondo juniores nel 2009 oltre ad aver conquistato due medaglie d'argento (nel 2010 e nel 2011) ed una di bronzo (nel 2012) nei campionati nazionali russi.

## Carriera sportiva

### Gli inizi
Alëna Leonova è nata a Leningrado, nella RSFS Russa, facente parte dell'Unione Sovietica. Ha iniziato a pattinare a 4 anni. Da piccoli, anche sua sorella e suo fratello hanno pattinato. Sua prima allenatrice è stata Marina Vachrameeva, mentre in seguito è entrata a far parte del gruppo seguito da Tat'jana Mišina e dall'assistente Alla Pjatova; quest'ultima ha poi creato un suo proprio gruppo ed è diventata la principale allenatrice di Alëna quando la giovane pattinatrice aveva 10 anni.

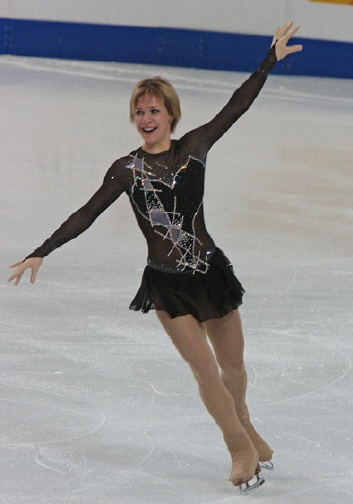
Alëna Leonova agli europei del 2009

### Categoria Junior
Durante la propria carriera nella categoria Junior, la Leonova è stata due volte vincitrice della Coupe de Nice ed ha ottenuto l'argento nell'evento in Romania dello Junior Grand Prix del 2007 e nei campionati nazionali juniores del 2008. Nell'agosto del 2008 si è parzialmente lacerata i legamenti dell'articolazione della caviglia destra. Si è classificata quarta agli Europei del 2009 ed è stata inclusa nella squadra russa che ha preso parte ai mondiali juniores dello stesso anno, dove è riuscita a salire sul gradino più alto del podio.

### Stagione 2009-2010

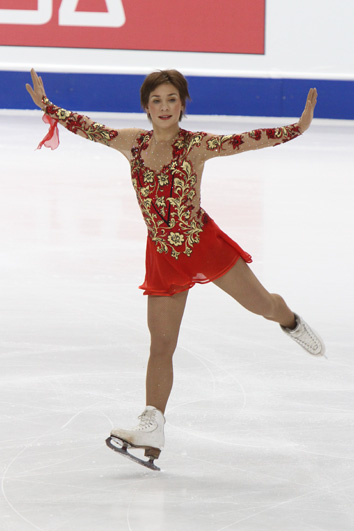
Alëna Leonova ai mondiali del 2010

La Leonova ha guadagnato l'oro nel Finlandia Trophy 2009 ed ha poi vinto la medaglia di bronzo nella Cup of Russia del 2009 e quella d'argento nell'NHK Trophy 2009, qualificandosi in tal modo per la finale del Grand Prix 2009-2010, nella quale si è classificata sesta. Nei campionati nazionali russi del 2010 ha poi guadagnato il secondo posto. Ai mondiali dello stesso anno si è invece classificata tredicesima ed ha ottenuto di essere una delle due pattinatrici russe che hanno preso parte ai XXI Giochi olimpici invernali di Vancouver 2010, competizione che ha concluso in nona posizione.

### Stagione 2010-2011
La Leonova ha iniziato la stagione 2010-2011 gareggiando prima nella Coupe de Nice 2010 e vincendo la medaglia d'oro e poi nel Finlandia Trophy 2010 e nella Cup of China 2010, vincendo in entrambi gli eventi il bronzo. Come l'anno precedente, si è classificata seconda ai campionati nazionali russi del 2011 ed ha poi preso parte ai mondiali dove si è classificata quarta. Dopo quest'ultima competizione ha iniziato ad allenarsi a tempo pieno a Mosca con Nikolai Morozov.

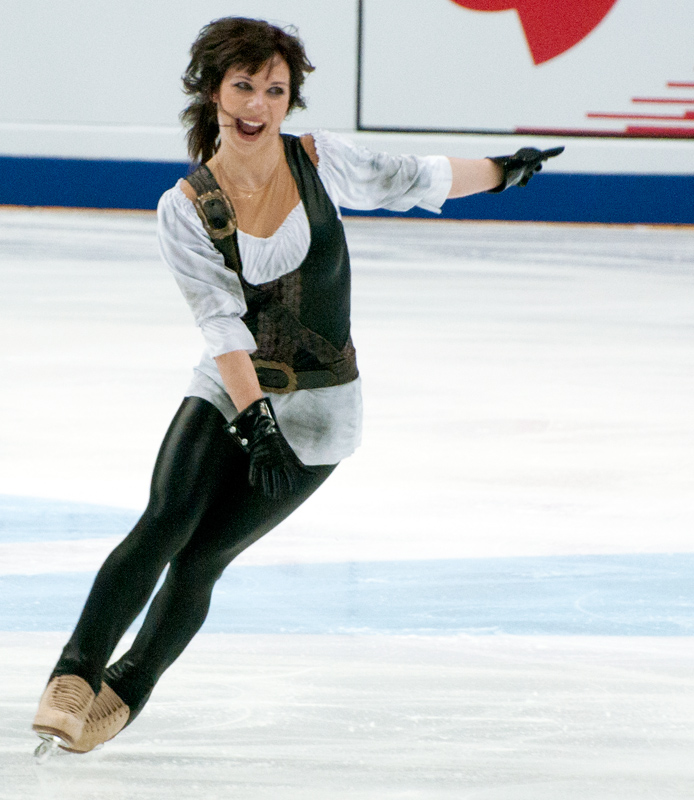
Alëna Leonova alla Cup of Russia 2011

### Stagione 2011-2012
Per la stagione 2011-2012, la Leonova ha deciso di partecipare a tre eventi del Grand Prix. Si è classificata quarta a Skate Canada 2011 e poi terza all'NHK Trophy 2011 e seconda nella Cup of Russia 2011, qualificandosi per la sua seconda finale del Grand Prix, dove ha vinto la medaglia di bronzo.
Nei campionati nazionali russi del 2012 si è classificata terza. Ha concluso gli europei del 2012 in settima posizione, dopo aver avuto un infortunio al ginocchio sinistro durante il programma libero.

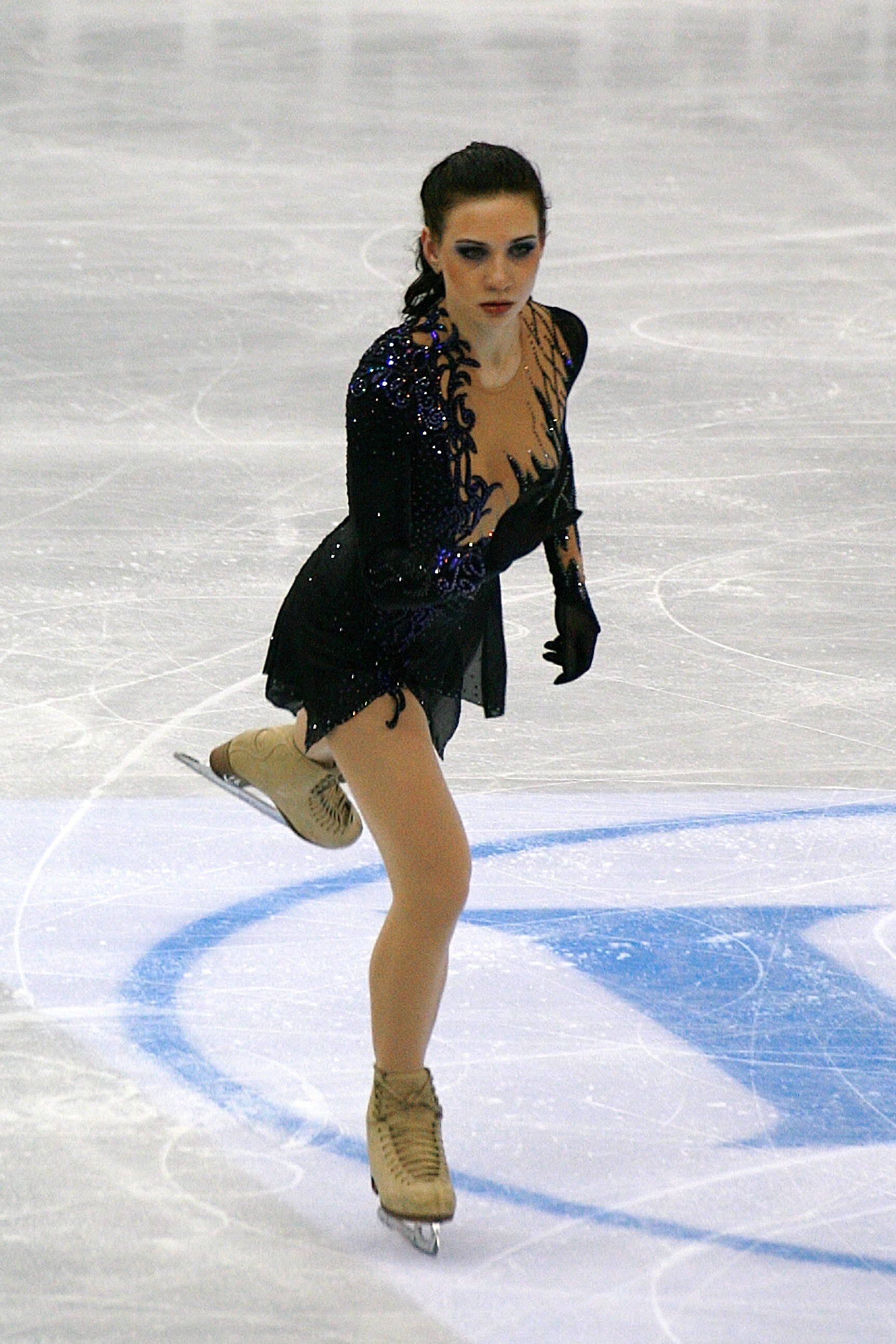
Alëna Leonova al World Team Trophy 2012

Durante i mondiali del 2012, dopo essersi piazzata al primo posto al termine del programma corto, ha conquistato la sua prima medaglia mondiale, un argento, al seguito di Carolina Kostner. Il suo risultato è stato il primo podio russo nella competizione mondiale di singolo femminile sin dal 2005, anno in cui Irina Sluckaja ha vinto il titolo iridato.
Alëna Leonova è stata poi scelta come capitano della squadra russa per il World Team Trophy del 2012, competizione nella quale ha gareggiato con un forte raffreddore e che ha concluso in settima posizione, mentre la squadra russa si è complessivamente classificata al quinto posto.

### Stagione 2012-2013
Per la stagione 2012-2013, la Leonova è stata assegnata alle competizioni Skate America e Cup of Russia, nella prima delle quali si è classificata settima, perdendo quindi la possibilità di partecipare alla finale del Grand Prix 2012-2013 a Soči, in Russia. Nella seconda gara del circuito a cui ha partecipato, svoltasi nel suo Paese, si è invece classificata sesta con 157,27 punti, dopo aver ottenuto il quarto posto nel programma corto e l'ottavo nel libero.
Una settimana prima del campionato nazionale, la Leonova ha cambiato il proprio programma libero ed ha presentato la nuova coreografia nella competizione nazionale russa, dove si è classificata settima. In tale occasione è stata superata dalla più giovane Nikol' Gosvijani e non ha quindi ottenuto di poter fare parte della squadra russa per i Campionati europei di pattinaggio di figura 2013, ma dal momento che la Gosvijani era ancora troppo giovane per prendere parte ai mondiali, la Leonova ha comunque ottenuto la qualificazione per i campionati del mondo del 2013.
Nella competizione iridata ha presentato nuovamente il programma libero con il quale aveva partecipato alle gare del Grand Prix ed ha concluso l'evento in tredicesima posizione.

### Stagione 2013-2014
Per la stagione 2013-2014, Alena Leonova è stata invitata a partecipare alle competizioni Skate Canada ed NHK Trophy del Grand Prix 2013-2014.

## Programmi
| Stagione  | Programma corto                                                                                              | Programma libero | Esibizione                                                             |
| --------- | --- | --- | ---------------------------------------------------------------------- |
| 2013–2014 | | Carmen di Georges Bizet |                                                                        |

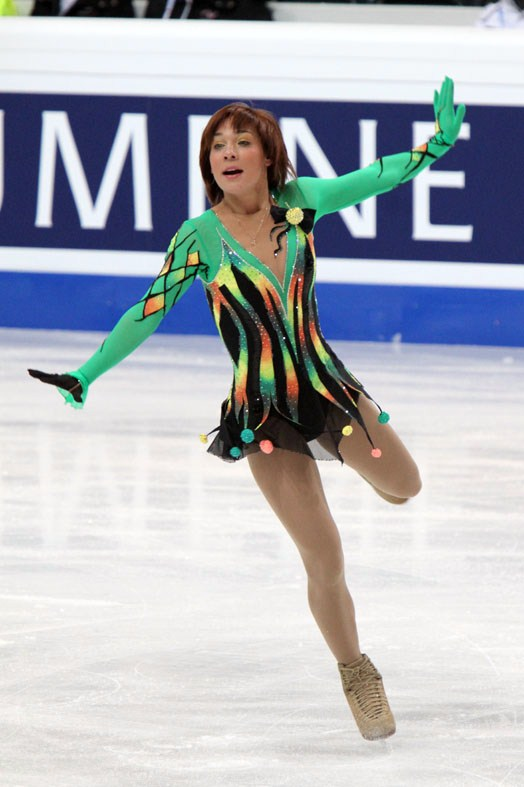
Alëna Leonova agli europei del 2011

| 2012–2013 | Jai Ho! (You Are My Destiny) delle Pussycat Dolls                                                            | Adagio per archi di Samuel Barber Requiem for a Tower (dal film Requiem for a Dream) di Clint Mansell eseguito dal quartetto Escala Poeta (Flamenco) di Vicente Amigo |                                                                        |
| 2011–2012 | Sirens di Harry Gregson-Williams Colonna sonora della serie Pirati dei Caraibi di Klaus Badelt e Hans Zimmer | Adagio per archi di Samuel Barber Requiem for a Tower (dal film Requiem for a Dream) di Clint Mansell eseguita dal quartetto Escala                                   | Your Heart Is As Black As Night di Melody Gardot Ostanus dei Gorod 312 |
| 2010–2011 | Polka (Circus) di Al'fred Garrievič Šnitke Colonna sonora dal film La strada di Nino Rota                    | Colonna sonora dal film Le streghe di Eastwick di John Williams |                                                                        |
| 2009–2010 | Barynja Musica popolare russa                                                                                | Colonna sonora dal musical Chicago di John Kander |                                                                        |
| 2008–2009 | Al Andaluz di Manolo Carrasco                                                                                | La Leyenda del Beso di Raúl di Blasio | Ella, elle l'a di Kate Ryan                                            |
| 2007–2008 | | La Leyenda del Beso di Raúl di Blasio |                                                                        |
| 2006–2007 | | Scorchio di Tonči Huljić eseguita da Bond |                                                                        |

## Palmarès

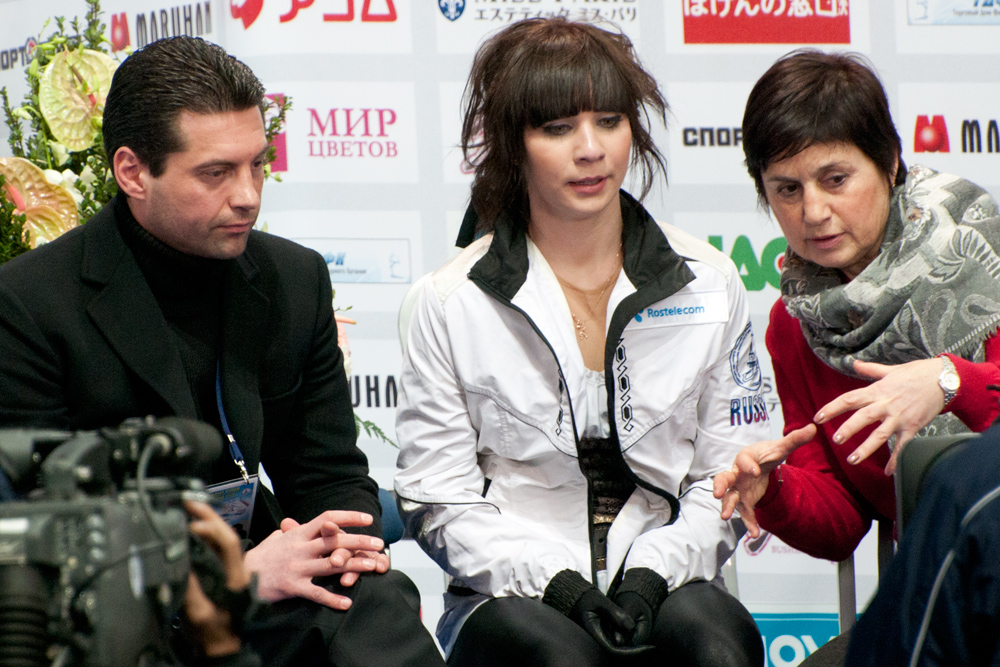
Alëna Leonova con i suoi allenatori Nikolai Morozov (sinistra) ed Alla Piatova (destra)

| Risultati | Risultati      | Risultati      | Risultati      | Risultati      | Risultati      | Risultati      | Risultati      | Risultati      | Risultati      | Risultati      | Risultati      | Risultati      | Risultati      |
| Internazionali | Internazionali | Internazionali | Internazionali | Internazionali | Internazionali | Internazionali | Internazionali | Internazionali | Internazionali | Internazionali | Internazionali | Internazionali | Internazionali |
| Evento | 2006–07        | 2007–08        | 2008–09        | 2009–10        | 2010–11        | 2011–12        | 2012–13        | 2013-14        | 2014–15        | 2015-16        | 2016-17        | 2017-18        | 2018-19        |
| --- | -------------- | -------------- | -------------- | -------------- | -------------- | -------------- | -------------- | -------------- | -------------- | -------------- | -------------- | -------------- | -------------- |
| Giochi olimpici invernali |                |                |                | 9º             |                |                |                |                |                |                |                |                |                |
| Campionati mondiali |                |                | 7º             | 13º            | 4º             | 2º             | 13º            |                |                |                |                |                |                |
| Campionati europei |                |                | 4º             | 7º             | 5º             | 7º             |                | 4º             |                |                |                |                |                |
| GP Finale |                |                |                | 6º             |                | 3º             |                |                |                |                |                |                |                |
| GP Cup of China |                |                | 7º             |                | 3º             |                |                |                |                |                |                |                |                |
| GP NHK Trophy |                |                |                | 2º             |                | 3º             |                | 7º             | 2º             | 8°             | R              | 6°             | 7°             |
| GP Cup of Russia |                |                | 5º             | 3º             | 9º             | 2º             | 6º             |                |                |                |                |                |                |
| GP Skate America |                |                |                |                |                |                | 7º             |                |                |                |                | 7°             |                |
| GP Skate Canada |                |                |                |                |                | 4º             |                | R              | 6º             | 8°             |                |                |                |
| GP Trophée Eric Bompard |                |                |                |                |                |                |                |                |                |                | 12°            |                |                |
| Universiadi |                |                |                |                |                |                |                |                | 1º             |                | 5°             |                |                |
| CS Golden Spin |                |                |                |                |                |                |                |                |                | 4°             | 3º             |                |                |
| CS Nebelhorn Trophy |                |                |                |                |                |                |                |                | 2º             | 2º             |                |                |                |
| CS Finlandia Trophy |                |                |                | 1º             |                | 3º             |                |                |                |                | 5°             |                |                |
| CS Ice Challenge |                |                |                |                |                |                |                |                | 4º             |                |                |                |                |
| Coupe de Nice | 1ºJ            | 1ºJ            | 2º             |                | 1º             |                |                |                |                | 2º             | 4°             |                |                |
| Internazionali: categoria Junior |                |                |                |                |                |                |                |                |                |                |                |                |                |
| Campionati mondiali juniores | 12º            | 6º             | 1º             |                |                |                |                |                |                |                |                |                |                |
| JGP Croazia |                | 5º             |                |                |                |                |                |                |                |                |                |                |                |
| JGP Romania |                | 2º             |                |                |                |                |                |                |                |                |                |                |                |
| Nazionali |                |                |                |                |                |                |                |                |                |                |                |                |                |
| Evento | 2006–07        | 2007–08        | 2008–09        | 2009–10        | 2010–11        | 2011–12        | 2012–13        | 2013-14        | 2014-15        | 2015-15        |                |                |                |
| Campionati russi | 7º             | 7º             | 5º             | 2º             | 2º             | 3º             | 7º             | 5º             | 7º             | 9°             | 13°            | 15°            | 12°            |
| Campionati russi juniores | 2º             | 2º             |                |                |                |                |                |                |                |                |                |                |                |
| Eventi in squadra |                |                |                |                |                |                |                |                |                |                |                |                |                |
| World Team Trophy |                |                | 5ºS/6ºP        |                |                | 5ºS/7ºP        |                |                |                |                |                |                |                |
| Japan Open |                |                |                |                |                | 2ºS/4ºP        | 3ºS/4ºP        |                |                |                |                |                |                |
| JGP = Junior Grand Prix J = Categoria Junior; R = Ritirata S = Risultato della squadra; P = Risultato personale (N.B. le medaglie sono state consegnate solo per i risultati della squadra) |                |                |                |                |                |                |                |                |                |                |                |                |                |

## Risultati in dettaglio

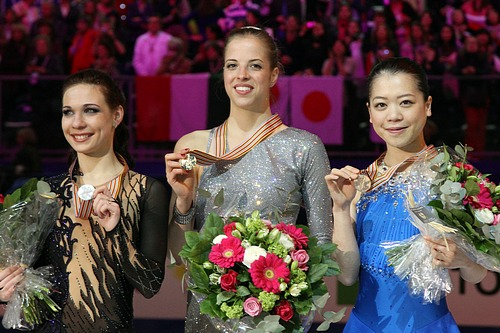
Alëna Leonova (a sinistra) sul podio ai mondiali del 2012

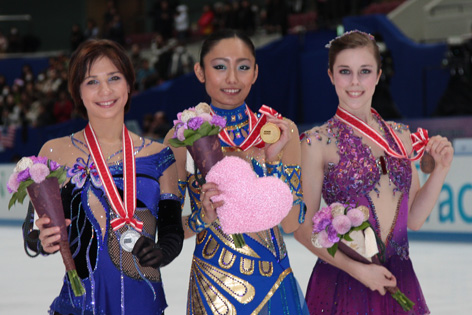
Alëna Leonova (a sinistra) sul podio all'NHK Trophy del 2009

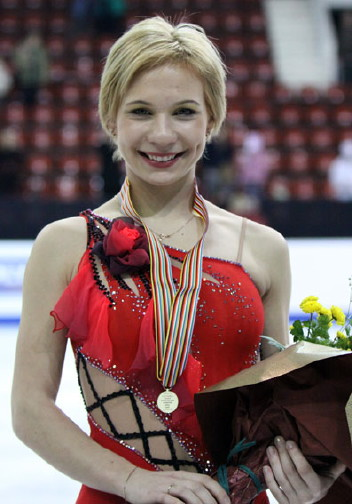
Alëna Leonova ai mondiali juniores del 2009

| Stagione 2012-2013  | Stagione 2012-2013       | Stagione 2012-2013 | Stagione 2012-2013 | Stagione 2012-2013 |
| Data                | Evento                   | PC                 | PL                 | Totale             |
| ------------------- | ------------------------ | ------------------ | ------------------ | ------------------ |
| 10-17 marzo 2013    | Campionati mondiali 2013 | 13 56,30           | 14 102,76          | 13 159,06          |
| 25-28 dicembre 2012 | Campionati russi 2013    | 6 59,64            | 8 110,00           | 7 169,64           |
| 9–11 novembre 2012  | Cup of Russia 2012       | 4 58,85            | 8 98,42            | 6 157,27           |
| 19–21 ottobre 2012  | Skate America 2012       | 9 46,72            | 5 106,77           | 7 153,49           |

| Stagione 2011–2012      | Stagione 2011–2012              | Stagione 2011–2012 | Stagione 2011–2012 | Stagione 2011–2012 |
| Data                    | Evento                          | PC                 | PL                 | Totale             |
| ----------------------- | ------------------------------- | ------------------ | ------------------ | ------------------ |
| 18-22 aprile 2012       | World Team Trophy 2012          | 9 50.92            | 6 102.79           | 7 153.71           |
| 26 marzo–1º aprile 2012 | Campionati mondiali 2012        | 1 64.61            | 4 119.67           | 2 184.28           |
| 23–29 gennaio 2012      | Campionati europei 2012         | 7 54.50            | 6 104.28           | 7 158.78           |
| 25–29 dicembre 2011     | Campionati russi 2012           | 5 59.95            | 3 118.20           | 3 178.15           |
| 8–11 dicembre 2011      | Finale del Grand Prix 2011-2012 | 3 60.46            | 4 115.96           | 3 176.42           |
| 25–27 novembre 2011     | Cup of Russia 2011              | 2 63.91            | 2 116.54           | 2 180.45           |
| 11–13 novembre 2011     | NHK Trophy 2011                 | 2 61.76            | 4 108.92           | 3 170.68           |
| 27–30 ottobre 2011      | Skate Canada 2011               | 7 49.75            | 4 102.47           | 4 152.22           |

| Stagione 2010–2011       | Stagione 2010–2011       | Stagione 2010–2011 | Stagione 2010–2011 | Stagione 2010–2011 |
| Data                     | Evento                   | PC                 | PL                 | Totale             |
| ------------------------ | ------------------------ | ------------------ | ------------------ | ------------------ |
| 27 aprile–1º maggio 2011 | Campionati mondiali 2011 | 5 59.75            | 4 124.17           | 4 183.92           |
| 24–30 gennaio 2011       | Campionati europei 2011  | 13 48.40           | 3 105.91           | 5 154.31           |
| 26–29 dicembre 2010      | Campionati russi 2011    | 3 60.14            | 2 127.54           | 2 187.68           |
| 18–21 novembre 2010      | Cup of Russia 2010       | 9 46.61            | 7 97.45            | 9 144.06           |
| 4–7 novembre 2010        | Cup of China 2010        | 5 50.79            | 3 97.82            | 3 148.61           |
| 13–17 ottobre 2010       | Coupe de Nice 2010       | 1 55.52            | 1 111.18           | 1 166.70           |
| 7–10 ottobre 2010        | Finlandia Trophy 2010    | 1 51.68            | 6 83.09            | 3 134.77           |

| Stagione 2009–2010  | Stagione 2009–2010              | Stagione 2009–2010 | Stagione 2009–2010 | Stagione 2009–2010 |
| Data                | Evento                          | PC                 | PL                 | Totale             |
| ------------------- | ------------------------------- | ------------------ | ------------------ | ------------------ |
| 22–28 marzo 2010    | Campionati mondiali 2010        | 14 54.36           | 14 98.50           | 13 152.86          |
| 14–27 febbraio 2010 | Giochi Olimpici Invernali 2010  | 8 62.14            | 10 110.32          | 9 172.46           |
| 18–24 gennaio 2010  | Campionati europei 2010         | 5 58.26            | 7 95.31            | 7 153.57           |
| 23–27 dicembre 2009 | Campionati russi 2010           | 4 55.70            | 2 120.19           | 2 175.89           |
| 3–6 dicembre 2009   | Finale del Grand Prix 2009-2010 | 3 61.60            | 6 94.95            | 6 156.55           |
| 5–8 novembre 2009   | NHK Trophy 2009                 | 5 52.34            | 1 108.51           | 2 160.85           |
| 22–25 ottobre 2009  | Cup of Russia 2009              | 4 56.78            | 3 103.28           | 3 160.06           |
| 8–11 ottobre 2009   | Finlandia Trophy 2009           | 1 56.24            | 1 105.93           | 1 162.17           |

| Stagione 2008–2009        | Stagione 2008–2009                | Stagione 2008–2009 | Stagione 2008–2009 | Stagione 2008–2009 |
| Data                      | Evento                            | PC                 | PL                 | Totale             |
| ------------------------- | --------------------------------- | ------------------ | ------------------ | ------------------ |
| 23–29 marzo 2009          | Campionati mondiali 2009          | 11 58.18           | 6 110.73           | 7 168.91           |
| 23 febbraio–1º marzo 2009 | Campionati mondiali juniores 2009 | 3 55.50            | 2 101.68           | 1 157.18           |
| 20–25 gennaio 2009        | Campionati europei 2009           | 11 45.08           | 4 98.91            | 4 143.99           |
| 24–28 dicembre 2008       | Campionati russi 2009             | 3 –                | 6 –                | 5 143.49           |
| 20–23 novembre 2008       | Cup of Russia 2008                | 7 50.96            | 5 94.97            | 5 145.93           |
| 6–9 novembre 2008         | Cup of China 2008                 | 8 44.04            | 7 93.23            | 7 137.27           |
| 15–19 ottobre 2008        | Coupe de Nice 2008                | 4 43.40            | 2 84.01            | 2 127.41           |

| Stagione 2007–2008         | Stagione 2007–2008                | Stagione 2007–2008 | Stagione 2007–2008 | Stagione 2007–2008 |
| Data                       | Evento                            | PC                 | PL                 | Totale             |
| -------------------------- | --------------------------------- | ------------------ | ------------------ | ------------------ |
| 25 febbraio–2 marzo 2008   | Campionati mondiali juniores 2008 | 7 49.76            | 5 88.30            | 6 138.06           |
| 30 gennaio–2 febbraio 2008 | Campionati russi juniores 2008    | 1 –                | 3 –                | 2 140.91           |
| 3–7 gennaio 2008           | Campionati russi 2008             | 8 –                | 5 –                | 7 132.22           |
| 18–21 ottobre 2007         | Coupe de Nice 2007                | 3 42.42            | 1 89.28            | 1 131.70           |
| 26–29 settembre 2007       | Junior Grand Prix 2007 - Croatia  | 10 37.05           | 4 81.03            | 5 118.08           |
| 6–9 settembre 2007         | Junior Grand Prix 2007 - Romania  | 5 39.64            | 1 86.86            | 2 126.50           |

- PC = Programma Corto
- PL = Programma Libero